# علم الآثار في نيوزيلندا

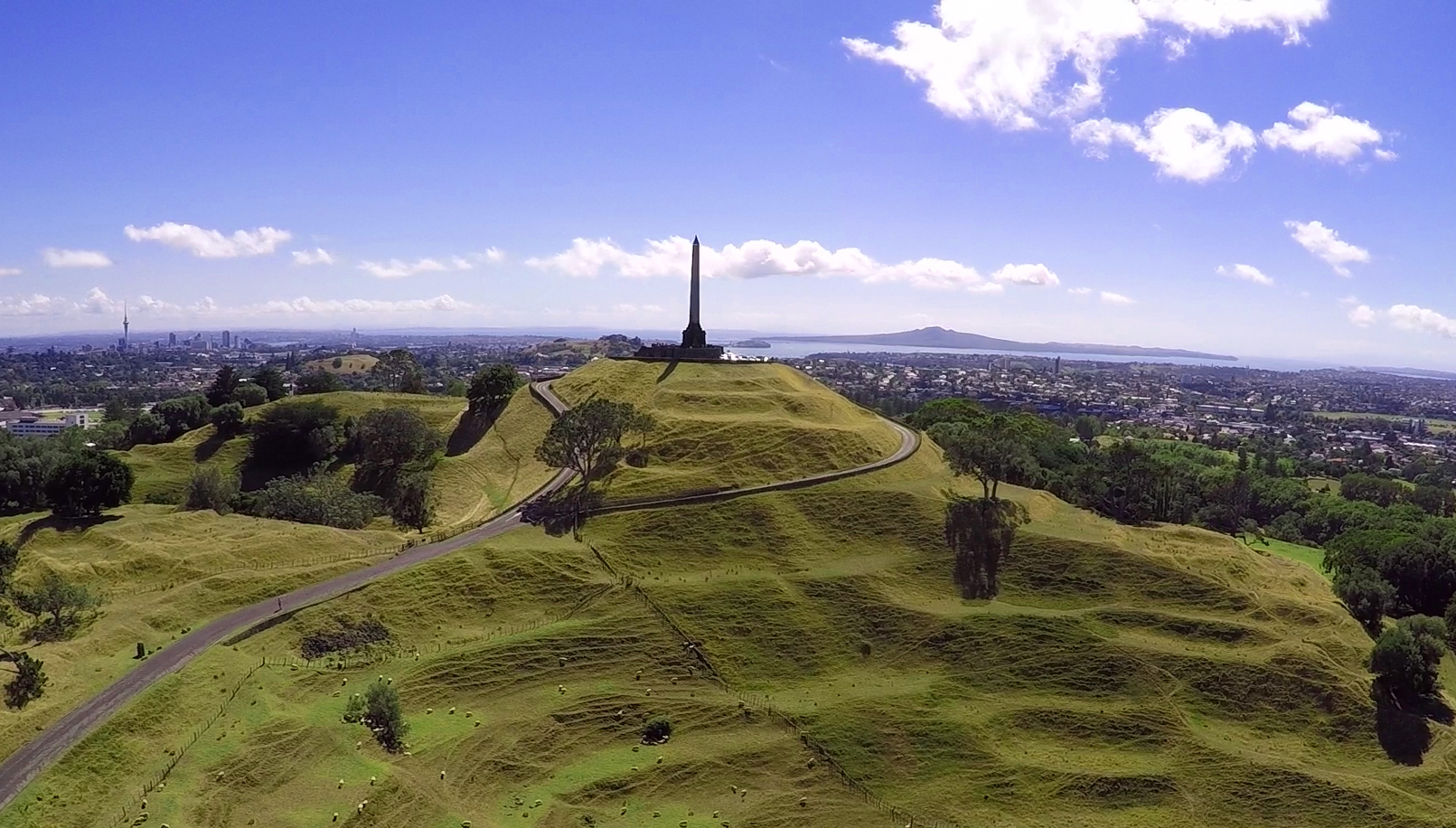

بدأ علم الآثار النيوزيلندي في أوائل القرن التاسع عشر على يد أشخاص غير محترفين مع اهتمام قليل بالدراسة الدقيقة. ومع ذلك، ابتداءً من سبعينيات القرن التاسع عشر، بدأ البحث التفصيلي ببطء ليجيب عن أسئلة حول الحضارة البشرية. حدد علم الآثار (يستخدم هنا بمعناه الواسع)، إلى جانب التقاليد الشفوية، عصور ما قبل التاريخ في نيوزيلندا (بنحو 1300 - 1800) وقدم مساعدة كبيرة في حل بعض المشاكل التاريخية اللاحقة. من الناحية الأكاديمية، ينقسم عصر ما قبل التاريخ البشري في نيوزيلندا بشكل كبير إلى قديم (~ العصر الحجري القديم ثم ~ العصر الحجري المتوسط) بعد نحو 1300 ميلادي والكلاسيكي (~ العصر الحجري الحديث) بعد نحو 1500 ميلادي، استنادًا إلى حضارة الماوري. لا تتطابق العلامات الأوراسية تمامًا لأن بعض مستويات البستنة كانت موجودة دائمًا في شمال نيوزيلندا، حتى أنها كانت موجودة في نفس الوقت مع الحيوانات الضخمة. وببساطة يمكن تقسيمها أيضًا إلى فترات زمنية لما قبل الاتصال الأوروبي وما بعده. وقد استُكملت أقسام كبيرة غير موثقة من تاريخ نيوزيلندا الأحدث من خلال البحث الأثري، مثل مواقع المعارك القديمة أو المراكز الحضرية المبكرة.

## أسئلة محل جدل في علم آثار ما قبل التاريخ في نيوزيلندا
أجاب علم الآثار عن العديد من الأسئلة حول نيوزيلندا ما قبل التاريخ، وبالنسبة لمعظم الناس فمن غير المرجح أن تغيّر المعلومات الجديدة فهمنا بشكل جذري. ومع ذلك، ما تزال بعض الأسئلة تُناقش في المقالات الأكاديمية الحديثة على أمل أن تؤدي مناقشات أو بيانات جديدة إلى طرح آخر.

### تاريخ أول وصول للماوري واستيطانهم
كانت المحاولات الأولى لتأريخ وصول الماوري إلى نيوزيلندا، من قبل علماء القرن التاسع عشر مثل س. بيرسي سميث، تستند إلى الأنساب والتاريخ الشفوي، وقربت العديد من هذه المحاولات تاريخ الاستيطان إلى نحو 1350 ميلادي -مع وضع معدل لطول الجيل يقدر بـ 25 عامًا-  بينما أرجع آخرون ذلك التاريخ إلى أبعد من هذا بكثير. ونتج عن ذلك النظرية الكلاسيكية، التي لُقنت لجميع أطفال المدارس سابقًا، أن نيوزيلندا قد اكتُشفت نحو 750 بعد الميلاد، ثم استوطنت في هجرات لاحقة، وبلغت ذروتها في «الأسطول العظيم» المؤلف من سبعة قوارب كانو نحو عام 1350 م.
عندما بدأ استخدام الكربون المشع في خمسينيات القرن العشرين، بدا أنه يدعم فكرة الاستيطان المبكر، على الرغم من أن «الأسطول العظيم» نفسه لم يحظَ بالقبول، عندما أظهر العلماء أن هناك تناقضات في الأنساب التي استند إليها سميث في نظريته. واستُبدل ذلك بفكرة الاستيطان التدريجي على مدى قرون عديدة والتي تبين أنها خاطئة أيضًا. في عام 1989، مثلًا، وضع افتراض أن التغيرات في الموطن البيئي النيوزيلندي الذي يرجع تاريخه إلى نحو 1000 ميلادي، يرتبط بالاستيطان البشري. وبحلول منتصف تسعينيات القرن العشرين، مع تحسن طرق التأريخ بالكربون المشع وفهم مصادر الخطأ بشكل أفضل، لوحظ أن التواريخ المبكرة لم تكن موثوقة، وأن تواريخ الكربون المشع الأكثر موثوقية تشير جميعها إلى أن الاستيطان الأول كان أحدث، وهو أقرب إلى 1300 ميلادي أو حتى إلى وقت لاحق. في عام 1999، أعطت عينة من موقع شريط نهر وايرو عمرًا «متأخرًا» من 1230-1282 ميلادي. والذي تزامن تقريبًا مع دليل الفحم وحبوب اللقاح على حرائق الغابات التي قد تكون أشعلت من قبل الإنسان، أو قد لا تكون كذلك. من المعروف أن مستوطنة شريط نهر وايرو هي أول موقع للمستوطنين لأن بقاياها البشرية والقطع الأثرية جاءت من جزر بولونيزيا الاستوائية.
كانت هناك بعض الأدلة المناقضة لهذا الدليل الناشئ للاستيطان المتأخر، وجاء على ما يبدو من أول تاريخ للكربون المشع لعظام الجرذان القديمة في عام 1996 والتي أعطت تواريخ مبكرة بشكل غير معتاد -في وقت مبكر من 10 ميلادي- وقادت كاتبها إلى اقتراح أن الجرذان قد جُلبت إلى هنا من قبل مسافرين لم يستقروا في المنطقة. ورأى بعض العلماء أن تواريخ العظام المبكرة للجرذان هي تأكيد لنظريتهم بأن البشر قد استقروا في نيوزيلندا في وقت أبكر مما اقترحت النظرية الكلاسيكية، حيث عاشوا ضمن أعداد صغيرة لمدة ألف عام أو نحو ذلك، دون أن يخلفوا قطعًا أثرية أو بقايا هياكل عظمية. ومع ذلك، وجدت الفحوصات الإضافية أن نتائج عظام الجرذان المبكرة كانت معيبة، وكلها تأتي من مختبر واحد خلال فترة زمنية محدودة، بينما وجدت جميع التواريخ اللاحقة أوقات وصول حديثة لكل من الجرذان والبشر. وبحلول عام 2008، لم يكن هناك شك كبير في أن الجرذان جاءت إلى نيوزيلندا بصحبة الماوري في موعد لا يتجاوز تاريخ 1280 م. وجرى تأكيد ذلك في عام 2011 من خلال التحليل التلوي للتواريخ من جميع أنحاء المحيط الهادئ الذي أظهر موجة مفاجئة للهجرة أدت إلى استيطان جميع نيوزيلندا (بما في ذلك جزر تشاتام) وذلك لم يكن أبكر من تاريخ نحو 1290 ميلادي.
بينما يستخدم معظم الباحثين الآن تاريخ أواخر القرن الثالث عشر، يعدله آخرون لنحو 1320 بعد الميلاد أو لاحقًا، استنادًا إلى أدلة جديدة من قشور بيضة موا ومن ثوران كاهاروا في جبل تاراويرا (1314 ± 6 سنوات)، وشكلت التفرا الناتجة عنه طبقة جيولوجية أسفل جميع مواقع البشر والجرذان المؤرخة بشكل جيد. يستنتج بعض الباحثين الآن أن وزن جميع أدلة الكربون المشع والحمض النووي يشير إلى أن نيوزيلندا قد استوطنت بسرعة ضمن هجرة جماعية في وقت ما بعد ثوران تاراويرا، في مكان ما بين الأعوام 1320 و1350 ميلادي - ما يشير إلى أن «نظرية الأسطول العظيم»، وحسابات الأنساب التي استند إليها، غير دقيقة على الإطلاق.